# Metatarsais
Em anatomia, chamam-se metatarsais aos cinco ossos alongados dos pés dos vertebrados que se articulam com os dedos, formando no seu conjunto o metatarso.
Os cinco ossos são: Háluz, 2°artelho, 3°artelho, 4°artelho, 5°artelho.
Este número pode estar reduzido, nos animais que perderam alguns dedos no processo evolutivo, como os ungulados e as aves.
No homem, os metatarsais formam a parte central da "sola" ou "planta" do pé.